# Concepció Panadès i Juanengo
Concepció Panadès i Juanengo (Manila, Filipines, 31 de gener de 1908 - Barcelona, 3 d'octubre de 1981) fou una soprano catalana.

## Biografia
Va néixer a Manila, durant una gira dels seus pares, una família catalana dedicada al teatre. Arribada a Barcelona, el 1912, va iniciar els seus estudis amb Marta Martí. El 1920 ingressà a l'Orfeó Pirinenc i el 1925 debutà al Teatre Tívoli de Barcelona amb la sarsuela La gaviota, de Rafael Millán.
Amb la companyia de la cantant mexicana Esperanza Iris feu una gira per Amèrica, que es perllongà fins al 1930, durant la qual cantà Marina, d'Emilio Arrieta, en la seva versió operística en català, a Santiago de Cuba.
El 1931 participà en l'estrena de La del soto del parral i Katiuska, de Pablo Sorozábal, al Teatre Victòria (Barcelona). El 1936 estrenà també una altra obra mestra de Sorozábal: La tabernera del puerto. Dedicada a l'òpera, cantà amb Miguel Fleta (1934-35) en diverses òperes i el 1938 actuà al Liceu de Barcelona, on participà, entre d'altres, en l'estrena liceista el 12 d'abril d'El giravolt de maig, d'Eduard Toldrà. També actuà a Madrid i a altres ciutats. Durant els anys de la postguerra va continuar distingint-se com a intèrpret i amb la seva participació es van estrenar La Zapaterita, d'Alonso, i La Caramba, de Moreno Torroba, amb èxit de crítica i públic. L'11 de gener de 1975 va interpretar al Teatre del Liceu un paper en la representació de Doña Francisquita, d'Amadeu Vives, amb l'orquestra dirigida pel tenor Plácido Domingo.
Al llarg de 1940 enregistrà diverses sarsueles, entre les quals La canción del olvido, La parranda, La rosa del azafrán, Gigantes y cabezudos i Molinos de viento.